# Konrad de la Fuente
Konrad de la Fuente (* 16. července 2001 Miami, Florida, Spojené státy americké), znám také jako Konrad, je americký profesionální fotbalista, který hraje na pozici křídelníka za francouzský klub Marseille a reprezentaci Spojených států amerických.

## Klubová kariéra

### Mládí
Narodil se v Miami na Floridě haitským rodičům dominikánského původu a ve svých 10 letech se přestěhoval do Španělska, když jeho otec získal práci na haitském konzulátu v Barceloně. Když hrál za místní mládežnický tým CF Damm, dostal nabídku hrát za Barcelonu. Po příchodu do Barcelony v roce 2013 se rozvíjel v jejím mládežnickém systému. Je držitelem španělského pasu.

### Barcelona „B“
Za rezervní tým debutoval 1. prosince 2018, kdy nastoupil z lavičky a odehrál 12 minut proti Valencii Mestalla v Segunda División B. V posledních minutách zápasu se dopustil penalty, po které jeho tým prohrával 2:1. Jeho spoluhráč Ronald Araújo však vyrovnal a zápas skončil 2:2.
Svůj první start za tým si připsal 15. prosince 2019 při výhře 3:1 nad La Nucía. V 70. minutě ho vystřídal Dani Morer.
Svůj první gól za Barcelonu „B“ vstřelil 2. února 2020, když v 81. minutě rozhodl o výhře 2:1 nad AE Prat.

### Barcelona
Dne 12. září 2020 debutoval v A-týmu v předsezónním zápase proti Gimnàsticu Tarragona a stal se tak prvním Američanem, který nastoupil za A-tým Barcelony. Oficiální debut za Barcelonu si odbyl 24. listopadu 2020 v zápase skupinové fáze Ligy mistrů UEFA proti Dynamu Kyjev, když při výhře 4:0 vystřídal Francisca Trincãoa. V Lize mistrů se za Barcelonu objevil ještě jednou, opět z lavičky při venkovním vítězství 3:0 nad Ferencvárosem, a později v lednu následujícího roku v Copa del Rey při venkovním vítězství 2:0 nad Cornellou.

### Marseille
Dne 29. června 2021 podepsal smlouvu s francouzským klubem Olympique Marseille, přičemž Barcelona si vyhradila právo na 50 % z budoucího prodeje. Ligový debut si odbyl 8. srpna proti Montpellier. V tomto zápase zaznamenal svou první asistenci u prvního gólu při výhře 3:2.

## Reprezentační kariéra
Reprezentoval Spojené státy na úrovních do 16, 18 a 20 let. V červenci 2019 byl povolán na Mistrovství světa hráčů do 20 let v Polsku. Na turnaji nastoupil ke všem zápasům, dokud Spojené státy nevyřadil ve čtvrtfinále Ekvádor.
V listopadu 2020 byl poprvé povolán do seniorské reprezentace na přátelské zápasy proti Walesu a Panamě. Debutoval 12. listopadu 2020 v přátelském utkání proti Walesu jako střídající hráč a v 71. minutě ho vystřídal Ulysses Llanez.

## Kariérní statistiky

### Klubové
Aktualizováno 24. února 2022
| Klub           | Sezóna         | Liga               | Liga   | Liga | Pohár  | Pohár | Evropa | Evropa | Ostatní | Ostatní | Celkem | Celkem |
| Klub           | Sezóna         | Soutěž             | Zápasy | Góly | Zápasy | Góly  | Zápasy | Góly   | Zápasy  | Zápasy  | Zápasy | Góly   |
| -------------- | -------------- | ------------------ | ------ | ---- | ------ | ----- | ------ | ------ | ------- | ------- | ------ | ------ |
| Barcelona B    | 2018/19        | Segunda División B | 1      | 0    | –      | –     | –      | –      | –       | –       | 1      | 0      |
| Barcelona B    | 2019/20        | Segunda División B | 3      | 1    | –      | –     | –      | –      | 3       | 2       | 6      | 3      |
| Barcelona B    | 2020/21        | Segunda División B | 21     | 6    | –      | –     | –      | –      | 1       | 0       | 22     | 6      |
| Barcelona B    | Celkem         | Celkem             | 25     | 7    | –      | –     | –      | –      | 4       | 2       | 29     | 9      |
| Barcelona      | 2020/21        | La Liga            | 0      | 0    | 1      | 0     | 2      | 0      | 0       | 0       | 3      | 0      |
| Marseille      | 2021/22        | Ligue 1            | 16     | 0    | 1      | 0     | 6      | 1      | –       | –       | 23     | 1      |
| Kariéra celkem | Kariéra celkem | Kariéra celkem     | 41     | 7    | 2      | 0     | 8      | 1      | 4       | 2       | 55     | 10     |

### Reprezentační
Aktualizováno 5. září 2021
| Národní tým   | Rok    | Zápasy | Góly |
| ------------- | ------ | ------ | ---- |
| Spojené státy | 2020   | 1      | 0    |
| Spojené státy | 2021   | 2      | 0    |
| Celkem        | Celkem | 3      | 0    |

## Úspěchy

### Barcelona
- Copa del Rey: 2020/21